# جوادية بوغر (مقاطعة إقليد)
جوادية بوغر (بالفارسية: جوادیه بوگر) هي قرية تقع في Sedeh District في إيران. يقدر عدد سكانها بـ 254 نسمة بحسب إحصاء 2016.